# Jorge Valdano
Jorge Valdano, vollständiger Name Jorge Alberto Francisco Valdano Castellano, (* 4. Oktober 1955 in Las Parejas, Provinz Santa Fe) ist ein ehemaliger argentinischer Fußballspieler, -trainer und -manager, der seit September 1987 die spanische Staatsbürgerschaft zusätzlich angenommen hat, und heute als Unternehmensberater und Kommentator für BeIN Sports tätig ist.

## Aktive Karriere

### Nationalmannschaft
Er spielte für die argentinische Nationalmannschaft, u. a. bei der Fußball-Weltmeisterschaft 1982 und der WM 1986. Bei dem Turnier in Mexiko war er einer der überragenden Spieler der Argentinier und mit vier Treffern nach Diego Maradona auch erfolgreichster Torschütze seiner Mannschaft. Seinen wohl wichtigsten Treffer erzielte er im Finale gegen Deutschland, als ihm das 2:0 gelang (Endstand 3:2).
Er ließ sich nach dem Karriereende 1989 für die Nationalmannschaft reaktivieren, obwohl er seit mehr als einem Jahr keinen Verein mehr hatte. Der inzwischen 34-Jährige versuchte ein Comeback, konnte aber den konditionellen Rückstand gegenüber seinen Mannschaftskameraden nicht mehr aufholen. Kurz vor der WM 1990 wurde er aus dem Kader gestrichen.

### Verein
Valdano spielte bereits mit 19 Jahren beim argentinischen Spitzenclub Newell’s Old Boys in Rosario, wo er als robuster, ehrgeiziger Stürmer mit ausgeprägten kämpferischen Fähigkeiten auffiel. Er galt als eines der „Wunderkinder“ des argentinischen Fußballs; längst waren auch europäische Vereine auf ihn aufmerksam geworden. Valdano wollte zudem das von der Militärjunta regierte Heimatland aus politischen Gründen verlassen. 1975 verließ er Argentinien und ging nach Europa, um beim spanischen Zweitligisten Deportivo Alavés zu unterschreiben. Allerdings wurden die Versprechungen, die man dem jungen Stürmer gemacht hatte, nicht erfüllt. Angeblich wollte sich der Verein bemühen, Valdano möglichst schnell zu einem Spitzenclub zu transferieren, um auf diese Weise eine hohe Ablösesumme in die chronisch leeren Kassen zu bekommen. Es vergingen jedoch vier Jahre, ehe er 1979 zu Real Saragossa in die Primera División wechseln konnte. Dort bestach er als Einfädler und Vollstrecker gleichermaßen. Er war im spanischen Spitzenfußball angekommen. Eine Zeitlang liebäugelte er mit einem Wechsel zum FC Barcelona, der von seinem Landsmann César Luis Menotti trainiert wurde, jedoch zerschlugen sich nach dessen Entlassung solche Wechselabsichten.
Stattdessen wechselte er 1984 zu Real Madrid. Obwohl er bereits 29 Jahre alt war, erlebte er in den folgenden Jahren bei den „Königlichen“ den eigentlichen Höhepunkt seiner Vereinskarriere. 1985 sicherte er sich mit seinem Club den UEFA-Pokal, der ein Jahr später verteidigt werden konnte. Zudem wurde Real mit Valdano 1986 erstmals nach sechs Jahren wieder Spanischer Fußballmeister. An diesem Titelgewinn hatte das kongeniale Sturmduo Jorge Valdano und Hugo Sánchez erheblichen Anteil. Valdano galt bei Trainern und Kollegen als sehr mannschaftsdienlicher Spieler, der mitdachte. Dadurch eckte er einige Male an, denn er teilte seine mitunter konträren Ansichten zur Spieltaktik seinen Trainern mit. Allerdings stellte er deren Autorität nie in Frage. Nach der Fußball-Weltmeisterschaft 1986 erlitt seine Karriere einen Knick. Anfang 1987 zwang ihn eine verschleppte Hepatitis zu einer eineinhalbjährigen Zwangspause. Danach konnte er an seine Leistungen nicht mehr anknüpfen und beendete 1988 seine aktive Karriere.

## Nach der Fußballkarriere
Nach seiner aktiven Karriere als Fußballer wurde Jorge Valdano Trainer. Real Madrid führte er 1995 zur spanischen Meisterschaft und war anschließend bis zu seinem Rücktritt im Sommer 2004 Fußballdirektor des Clubs. Die Einkäufe der Weltstars wie Luís Figo, Ronaldo, David Beckham oder Zinédine Zidane kamen unter seiner Führung zustande. Den Verein machte Valdano zu einem global agierenden Wirtschaftsunternehmen. Weil er in Zeitungskolumnen häufig von seiner Fußballobsession berichtet und etwa William Shakespeare zitiert, nennt man ihn in Spanien und Lateinamerika den „Philosophen des Fußballs“. Sein Buch Über Fußball wurde bei der Verleihung des Deutschen Fußball-Kulturpreises 2006 als „Fußballbuch des Jahres“ ausgezeichnet. Zudem ist er Ehrenmitglied der Akademie für Fußball-Kultur. Er vertrat die Ansicht, dass die Kommerzialisierung des Fußballs mit dreistelligen Millionensummen bei Transfers und Millionengehältern für die Stars im Zeichen der Globalisierung in einer Marktwirtschaft unvermeidlich war.
Valdano studierte Jura und arbeitete als Unternehmensberater in Madrid. Im Juni 2009 kehrte er als Generaldirektor zu Real Madrid zurück. Nach Meinungsverschiedenheiten mit José Mourinho wurde sein Amt im Mai 2011 aufgehoben.

### Escuela de Estudios Universitarios

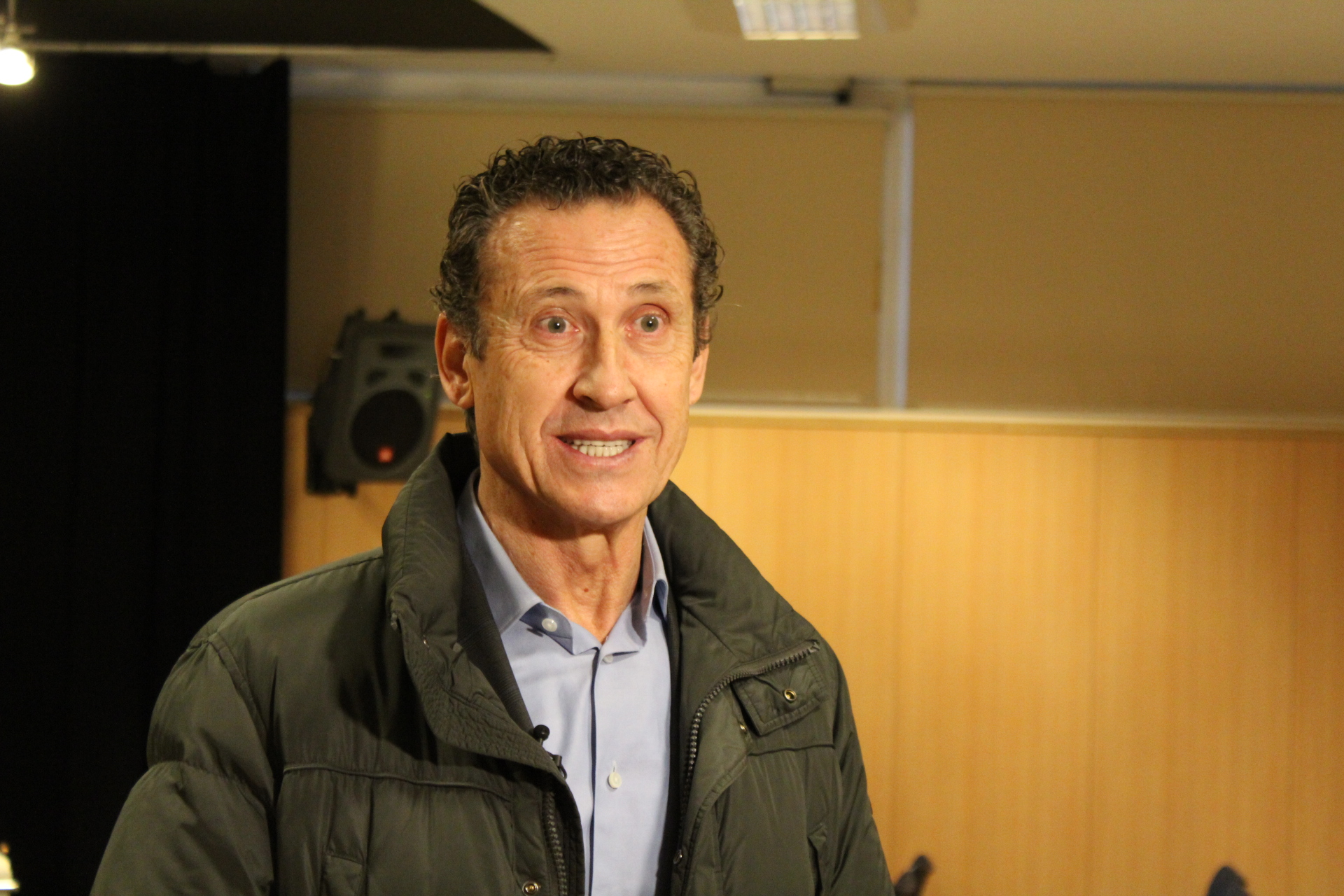
Jorge Valdano

Ab Oktober 2006 übernahm er die Leitung der Escuela de Estudios Universitarios, eine Art Fußballuniversität, gegründet von Real Madrid und der Europa-Universität Madrid. Zudem ist er auch als Kommentator für den katarischen Sender BeIN Sports tätig.

## Sonstiges
Einer der vier Söhne Raúls ist nach ihm benannt.